# Unter anderen Umständen: Das Versprechen
Das Versprechen ist ein deutscher Fernsehfilm von Judith Kennel aus dem Jahr 2016. Es handelt sich um die elfte Folge der Krimiserie Unter anderen Umständen mit Natalia Wörner in der Hauptrolle.

## Handlung
Kommissarin Jana Winter will den Tod der 15-jährige Nele aufklären, die leblos aus der Schlei geborgen wurde. Da sich das Mädchen eigentlich in einem Internat auf der dänischen Insel Fejø befand, fährt die Kommissarin dorthin und trifft auf den dänischen Kriminalkommissar Malte Larssen, der gerade das Verschwinden einer weiteren Schülerin, der Dänin Liv, aufklären soll. So ermitteln sie gemeinsam in der Hoffnung, das zweite Mädchen noch lebend zu finden. Einen ersten Hinweis gibt es auf den Internatsschüler Liam. Er war Nele nachweislich in der Tatnacht nach Deutschland gefolgt. Jana Winter befragt ihn, kommt dabei aber nicht so recht weiter.
In Schleswig ermittelt indessen Kommissar Matthias Hamm gegen den Discjockey Finn Reuter. Seinetwegen ist Nele von Dänemark nach Deutschland gekommen und hatte vor ihrem Tod Sex mit ihm. Er wird der Vergewaltigung des Mädchens überführt, den Mord an ihr leugnet er allerdings.
Jana Winters Ermittlungen in Dänemark ergeben, dass Nele sich sehr wahrscheinlich selbst umgebracht hat. Über ein Selbstmordforum im Internet hatte sie sich über sichere Wege der Selbsttötung informiert, ebenso wie ihre Zimmerkameradinnen. Alle fühlten sie sich ungeliebt und waren der Meinung, dass niemand sie vermissen würde. Auch Liv wählte den Freitod.
Obwohl die Kommissarin dies in Erfahrung bringt, können sie und ihr dänischer Kollege es nicht verhindern, dass Neles dritte Freundin Fenja ebenfalls den Freitod sucht. Erst danach bricht Liam sein Schweigen, weil er den Mädchen versprochen hatte, niemandem etwas von ihren Plänen zu verraten.

## Hintergrund
Das Versprechen wurde am 15. Februar 2016 im ZDF als Fernsehfilm der Woche gesendet.

## Rezeption

### Einschaltquoten
Die Erstausstrahlung von Das Versprechen am 15. Februar 2016 im ZDF verfolgten 6,34 Millionen Zuschauer, dies entsprach Marktanteilen von 18,2 Prozent.

### Kritiken
Roger Tell von Tittelbach.tv schrieb: „Einmal im Jahr geht Jana Winter im ZDF auf Mörderjagd: Klug, unaufgeregt, sympathisch. […] Autor Georgi lässt die Kommissarin in menschliche Abgründe blicken, Regisseurin Judith Kennel schickt sie auf eine emotionale Berg- und Talfahrt. Ein Krimi in leiser Tonart, der den Zuschauer todtraurig zurücklässt.“
Auch die Kritiker der Fernsehzeitschrift TV Spielfilm werteten positiv und schrieben: „Der geschickt mit Rückblenden und Tagträumen versetzte Krimi ist inszenatorisch einer der stärksten Filme der Reihe, das Ende geht an die Nieren. Heikel allerdings: Gefährliche jugendliche ‚Spleens‘ werden in einer geradezu verführerischen Optik präsentiert.“ Fazit: „Gewagte Geschichte, geschickt inszeniert.“
Tilmann P. Gangloff schrieb für Kino.de: „Theodor Storms Gedicht ‚Beginn des Endes‘ ist von einer kaum in Worte zu fassenden lebensmüden Traurigkeit. Die zitierte Zeile ‚So seltsam fremd wird dir die Welt‘ ist der Schlüssel zu diesem elften Film aus der ZDF-Krimireihe ‚Unter anderen Umständen‘, der allerdings mehr Drama als Krimi ist. […] Seit Goethes ‚Werther‘ weiß man um die tödliche Faszination solcher Geschichten, [doch] der Qualität des Films tut das keinen Abbruch, zumal die Handlung […] nach dem obligaten Leichenfund zu Beginn eher eine unerwartete Komplexität entwickelt.“
Heike Huperz von der Frankfurter Allgemeinen Zeitung sah einen „düsteren Fall“ in dem „einiges (...) lediglich angedeutet, Wesentliches nicht bis in die dunkelsten Seelenwinkel beleuchtet“ wird. „Das Motiv der Nichtverständigung zwischen den Generationen aber, Katastrophen, die im Verschweigen, Abkapseln und Nicht-mitteilen-Können ihre Ursache haben, ist das zentrale Motiv des Films.“ Huperz hebt die Darstellung von Martin Brambach hervor: er zeige abermals „in einer wenig dankbaren Rolle, warum er zu den sehenswertesten Schauspielern im deutschen Fernsehen gehört.“
Focus.de meinte: „Der neue Krimi ist spannend, weil er nicht vorhersehbar ist. Immer wieder helfen Rückblenden dem Zuschauer, die Hintergründe des Falls zu erahnen.“